# Romualdo Sperto
Romualdo Sperto (Ipaussu, 1 de agosto de 1919 — 5 de novembro de 1993), conhecido como Gijo, foi um futebolista brasileiro que atuava como goleiro. Destacou-se na equipe do São Paulo.

## Carreira
Paulista de ascendência italiana, Gijo começou sua carreira no antigo São Paulo Railway, em 1938, quando foi registrado pela primeira vez na Liga Paulista de Futebol.
Em seguida, foi para o Palestra Italia (atual Palmeiras), onde atuou em oitenta jogos entre 1939 e 1941, ganhando o Campeonato Paulista de 1940.
Em 1942, Gijo foi para o Rio de Janeiro e jogou por dois anos no Fluminense, onde fez 31 partidas.
Em 1944, voltou para a capital paulista para atuar no São Paulo e defendeu o Tricolor paulista em 143 partidas entre 1944 e 1948 (88 vitórias, 29 derrotas e 26 empates) e conquistou o bicampeonato Paulista de 1945-1946. Foi o titular da equipe até 1947 e ainda voltou a ser campeão estadual em 1948.
Gijo era muito seguro embaixo das metas e não gostava de acrobacias. Depois de se afastar do futebol, trabalhou para o departamento de educação. Em Ipaussu, sua cidade natal, uma rua foi batizada com seu nome em sua homenagem.

## Títulos
Palestra Italia (SP)
- Campeonato Paulista: 1940

São Paulo FC
- Campeonato Paulista: 1945, 1946[6] e 1948[9]